# Marine Corps Base Quantico
La Marine Corps Base Quantico, abbreviata anche in MCB Quantico, è una delle più importanti installazioni militari degli Stati Uniti d'America. È base d'addestramento del Corpo dei Marines ed è situata fra Triangle e Quantico, nello Stato della Virginia.
La base è anche sede di importanti istituti di formazione sia per il Corpo dei Marines che per le forze dell'ordine federali, tra cui la FBI Academy, la struttura preposta al reclutamento e addestramento dei futuri agenti del Federal Bureau of Investigation.

## Storia
La prima struttura militare costruita a Quantico, sulle rive del fiume Potomac, fu, all'inizio del 1917, una caserma del Corpo, per l'addestramento dei Marines impegnati nella prima guerra mondiale. Nel 1919 divenne anche sede del Marine Corps Air Facility. Nel 1920 fu realizzato il Quartier generale.
Nel 1942, oltre 20.000 ettari furono acquistati dal governo federale e aggiunti a Quantico, costituendo quella che oggi è la parte ovest della base. L'espansione fu necessaria per ulteriori aree di addestramento e manovra durante la seconda guerra mondiale.
Fino al 1987 è stata sede del Marine Corps Development and Education Command.

## Descrizione
La base ha una superficie di circa cento chilometri quadrati situati all'interno dei confini della Prince William County, della Stafford County e della Fauquier County. La base è anche nota come "Crossroads of the Marine Corps" ("crocevia dei Marines").
L'ingresso della base è dominato da una replica del Marine Corps War Memorial, un complesso scultoreo il cui originale adorna il Cimitero nazionale di Arlington.

## Strutture ospitate

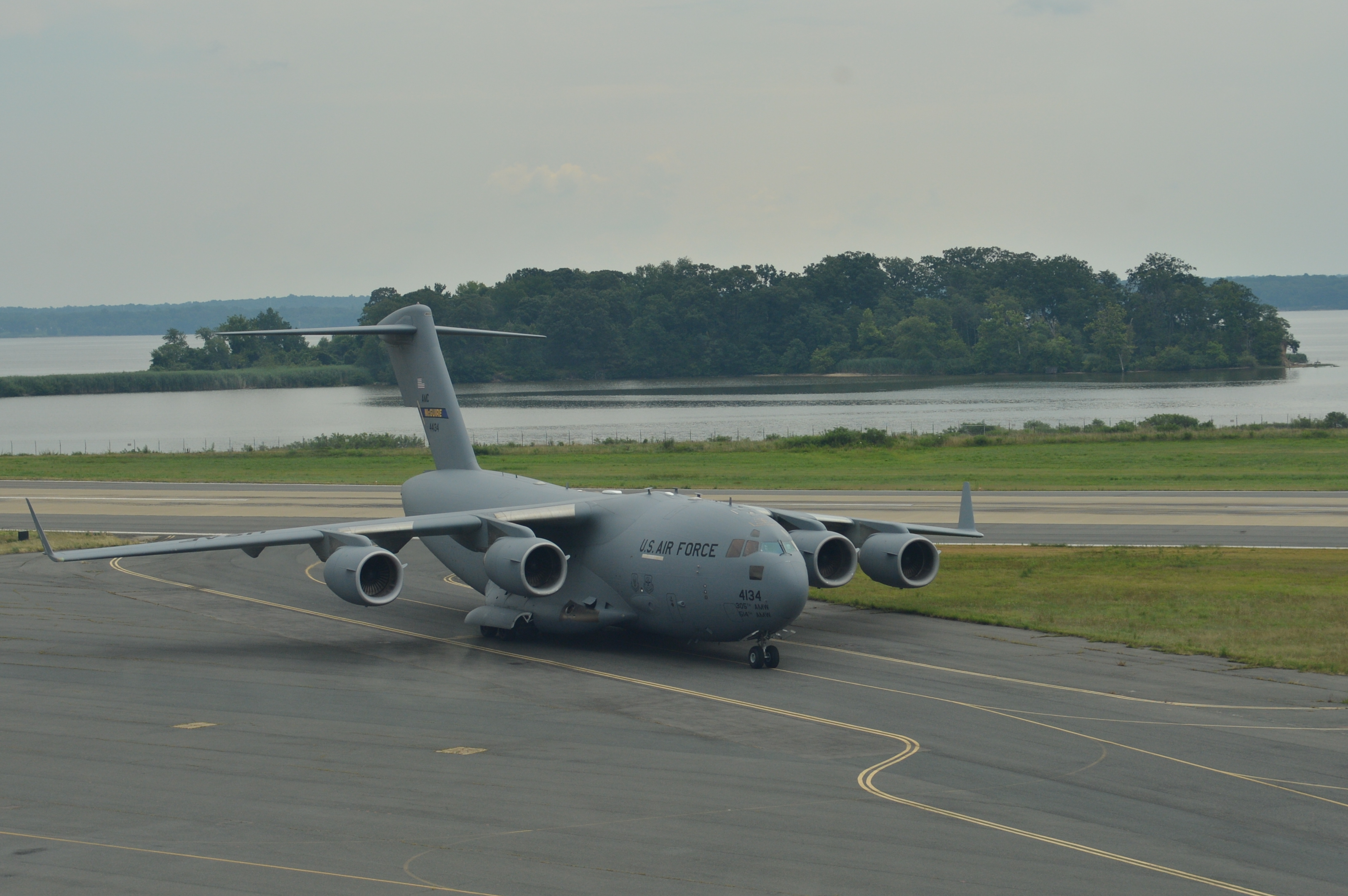
Un C-17 del Marine Corps Air Facility decolla dalla base di Quantico

### Marines
La base addestrativa di Quantico è la sede del Marine Corps Training and Education Command, ed è anche la guarnigione del Marine Corps Air Facility che comprende l'HMX-1, lo squadrone elicotteri presidenziale Usa.
Vi ha sede anche il Combat Development Command, che ha il compito di sviluppare strategie per il corpo dei Marines e che rappresenta, con più di dodicimila persone comprese le famiglie dei membri di questa unità, l'unità più numerosa alloggiata presso la base.

### Altre agenzie federali
È il Quartier generale di diverse agenzie federali: la Defense Intelligence Agency, l'Army Criminal Investigation Command, la Defense Counterintelligence and Security Agency e l'NCIS.
Sono ospitate nella base anche l'accademia addestrativa della Drug Enforcement Administration (DEA), e diverse strutture dell'FBI, come la FBI Academy, l'Hostage Rescue Team e l'FBI Laboratory.
All'interno si trovava fino al 2011 anche una prigione militare, la Marine Corps Brig.

## Nei media
Nell'accademia dell'FBI sono ambientate le serie televisive Criminal Minds, CSI: Cyber e Quantico e sono state girate diverse puntate della serie X-Files; anche alcune scene del film Il silenzio degli innocenti sono state girate all'interno dell'accademia. Quantico è altresì citato nella serie NCIS - Unità anticrimine.